# 比里 (滨海夏朗德省)
比里（法語：Burie，法語發音：[byʁi]）是法国滨海夏朗德省的一个市镇，位于该省东部，属于桑特区。

## 地理
比里（45°46'21"N, 0°25'20"W）面积9.19 平方千米，位于法国新阿基坦大区滨海夏朗德省，该省份为法国西部滨海省份，北起旺代省，西临大西洋，南至吉倫特省，东南接多爾多涅省，东北接德塞夫勒省接壤，东临夏朗德省。
与比里接壤的市镇（或旧市镇、城区）包括：米格龙、圣布里德布瓦、维拉尔莱布瓦、瓦勒德干邑。

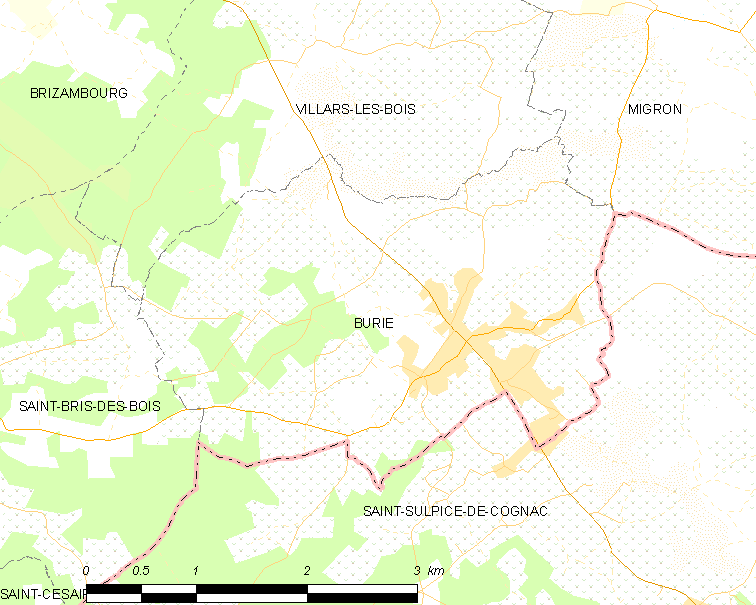
的OSM定位图

比里的时区为UTC+01:00、UTC+02:00（夏令时）。

## 行政
比里的邮政编码为17770，INSEE市镇编码为17072。

## 政治
比里所属的省级选区为沙尼耶县。

## 人口

1962-2008年间人口变化图示

比里于2022年1月1日时的人口数量为1337人。